# 247

## Události
- První invaze Gótů do Římské říše
- Římský císař Philippus Arabs nařídil přípravu Ludi Saeculares (sekulárních her) u příležitosti tisíciletého výročí založení Říma
- V arabském městě Bosra se uskutečnil druhý ze dvou Arabských koncilů římskokatolické církve

## Hlavy států
- Papež – Fabián (236–250)
- Římská říše – Philippus Arabs (244–249) + Philippus II., spoluvladař (244–249)
- Perská říše – Šápúr I. (240/241–271/272)
- Kušánská říše – Kaniška II. (230–247) » Vášiška (247–267)
- Japonsko (region Jamataikoku) – královna Himiko (175–248)

Indie:
- Guptovská říše – Maharádža Šrí Gupta (240–280)